# Valley-Hi, Pennsylvania
Valley-Hi là một thị trấn thuộc quận Fulton, tiểu bang Pennsylvania, Hoa Kỳ. Năm 2010, dân số của thị trấn này là 15 người.